# Alessandro Nesta
Alessandro Nesta (Rome, 19 maart 1976) is een Italiaans voormalig profvoetballer en huidig voetbaltrainer die hoofdzakelijk als verdediger speelde. Na zijn spelerscarrière stapte hij het trainersvak in. Sinds 12 juni 2024 is hij hoofdtrainer van Monza.

## Carrière

### Voetballer
Nesta begon zijn carrière in 1994 bij SS Lazio. Zijn eerste competitiewedstrijd speelde Nesta op zeventienjarige tegen Udinese Calcio, waar Lazio met 2–2 gelijkspeelde. Hij won met SS Lazio onder anderen de Serie A, de Coppa Italia en de Europacup II.
Nesta speelde tot 2002 bij Lazio en vertrok daarna naar AC Milan. Met deze club won hij onder anderen de UEFA Champions League, de FIFA Club World Cup en de landstitel. Tot de zomer van 2012 was hij daar een vaste waarde, mits hij gevrijwaard bleef van blessures. Zo moest hij het gehele seizoen 2008/09 missen wegens rugproblemen. In 2012 vertrok hij naar Montreal Impact, waar hij een jaar later besliste dat hij na het seizoen 2013 een punt zou zetten achter zijn spelerscarrière. Op 28 november 2014 werd bekendgemaakt dat Nesta voor het restant van seizoen 2014 zou tekenen bij het Indiase Chennaiyin, spelend in de Indian Super League. Hij werd aangetrokken door oud-ploeggenoot van het nationaal elftal en op dat moment hoofdtrainer van de club, Marco Materazzi. Hij maakte zijn debuut op 9 december 2014 in een 2–2 gelijkspel tegen Delhi Dynamos.
Nesta werd in augustus 2015 aangesteld als coach van Miami FC, zijn eerste betrekking in een dergelijke functie.

#### Interlandcarrière
Nesta speelde mee op drie EK's en drie WK's. Hij was aanwezig op het EK 1996 in Engeland, het WK 1998 in Frankrijk, het EK 2000 in België en Nederland, het WK 2002 in Japan en Zuid-Korea en op het EK 2004 te Portugal. Hij vormde veelal een verdediginsduo met Fabio Cannavaro. Op wat uiteindelijk zijn laatste toernooi bleek te zijn, het WK 2006 in Duitsland, werd hij wereldkampioen.
Nesta speelde drie wedstrijden mee, maar hij raakte geblesseerd waardoor hij de overige wedstrijden noodgedwongen moest missen. Italië won uiteindelijk het WK door Frankrijk in de finale te verslaan. Na afloop van dit toernooi kondigde Nesta het eind van zijn interlandcarrière aan. Hij droeg in totaal 78 keer het shirt van Italië. Nesta maakte zijn debuut op zaterdag 5 oktober 1996 in het WK-kwalificatieduel in en tegen Moldavië (1–3), toen hij de verdediging vormde met Ciro Ferrara, Alessandro Costacurta en Paolo Maldini.
Nesta vertegenwoordigde zijn vaderland eveneens op de Olympische Spelen 1996 in Atlanta, waar de Italiaanse olympische selectie onder leiding van bondscoach Cesare Maldini al in de groepsronde werd uitgeschakeld.

## Statistieken
| Seizoen | Club            | Land   | Competitie          | Duels | Goals |
| ------- | --------------- | ------ | ------------------- | ----- | ----- |
| 1992/93 | Lazio           | Italië | Serie A             | 0     | 0     |
| 1993/94 | Lazio           | Italië | Serie A             | 2     | 0     |
| 1994/95 | Lazio           | Italië | Serie A             | 11    | 0     |
| 1995/96 | Lazio           | Italië | Serie A             | 23    | 0     |
| 1996/97 | Lazio           | Italië | Serie A             | 25    | 0     |
| 1997/98 | Lazio           | Italië | Serie A             | 30    | 0     |
| 1998/99 | Lazio           | Italië | Serie A             | 20    | 1     |
| 1999/00 | Lazio           | Italië | Serie A             | 28    | 0     |
| 2000/01 | Lazio           | Italië | Serie A             | 29    | 0     |
| 2001/02 | Lazio           | Italië | Serie A             | 25    | 0     |
| 2002/03 | AC Milan        | Italië | Serie A             | 29    | 1     |
| 2003/04 | AC Milan        | Italië | Serie A             | 26    | 0     |
| 2004/05 | AC Milan        | Italië | Serie A             | 29    | 0     |
| 2005/06 | AC Milan        | Italië | Serie A             | 30    | 1     |
| 2006/07 | AC Milan        | Italië | Serie A             | 14    | 0     |
| 2007/08 | AC Milan        | Italië | Serie A             | 29    | 1     |
| 2008/09 | AC Milan        | Italië | Serie A             | 1     | 0     |
| 2009/10 | AC Milan        | Italië | Serie A             | 23    | 3     |
| 2010/11 | AC Milan        | Italië | Serie A             | 26    | 0     |
| 2011/12 | AC Milan        | Italië | Serie A             | 17    | 1     |
| 2012    | Montreal Impact | Canada | Major League Soccer | 8     | 0     |
| 2013    | Montreal Impact | Canada | Major League Soccer | 15    | 0     |
| Totaal  | Totaal          | Totaal | Totaal              | 440   | 8     |

## Erelijst

### Als speler
| Competitie            |          |                  |          |          |
| Competitie            | Aantal   | Jaren            |          |          |
| SS Lazio              | SS Lazio | SS Lazio         | SS Lazio | SS Lazio |
| --------------------- | -------- | ---------------- | -------- | -------- |
| Continentaal          |          |                  |          |          |
| UEFA Cup Winners' Cup | 1x       | 1998/99          |          |          |
| UEFA Super Cup        | 1x       | 1999             |          |          |
| Nationaal             |          |                  |          |          |
| Serie A               | 1x       | 1999/00          |          |          |
| Coppa Italia          | 2x       | 1997/98, 1999/00 |          |          |
| Supercoppa Italiana   | 2x       | 1998, 2000       |          |          |
| AC Milan              |          |                  |          |          |
| Mondiaal              |          |                  |          |          |
| FIFA Club World Cup   | 1x       | 2007             |          |          |
| Continentaal          |          |                  |          |          |
| UEFA Champions League | 2x       | 2002/03, 2006/07 |          |          |
| UEFA Super Cup        | 2x       | 2003, 2007       |          |          |
| Nationaal             |          |                  |          |          |
| Serie A               | 2x       | 2003/04, 2010/11 |          |          |
| Coppa Italia          | 1x       | 2002/03          |          |          |
| Supercoppa Italiana   | 2x       | 2004, 2011       |          |          |
| Montreal Impact       |          |                  |          |          |
| Canadian Championship | 1x       | 2013             |          |          |

| Competitie       | Winnaar | Winnaar | Runner-up | Runner-up | Derde  | Derde  |
| Competitie       | Aantal  | Jaren   | Aantal    | Jaren     | Aantal | Jaren  |
| Italië           | Italië  | Italië  | Italië    | Italië    | Italië | Italië |
| ---------------- | ------- | ------- | --------- | --------- | ------ | ------ |
| FIFA WK          | 1x      | 2006    |           |           |        |        |
| UEFA EK          |         |         | 1x        | 2000      |        |        |
| UEFA EK onder 21 | 1x      | 1996    |           |           |        |        |

### Als trainer
| North American Soccer League | 1x | 2017 (lente/herfstkampioen) |